# Ispani
Ispani är en ort och kommun i provinsen Salerno i regionen Kampanien i Italien. Kommunen hade 983 invånare (2017).